# Schalkstetten
Schalkstetten ist ein Teilort der Gemeinde Amstetten im Alb-Donau-Kreis in Baden-Württemberg.

## Geschichte

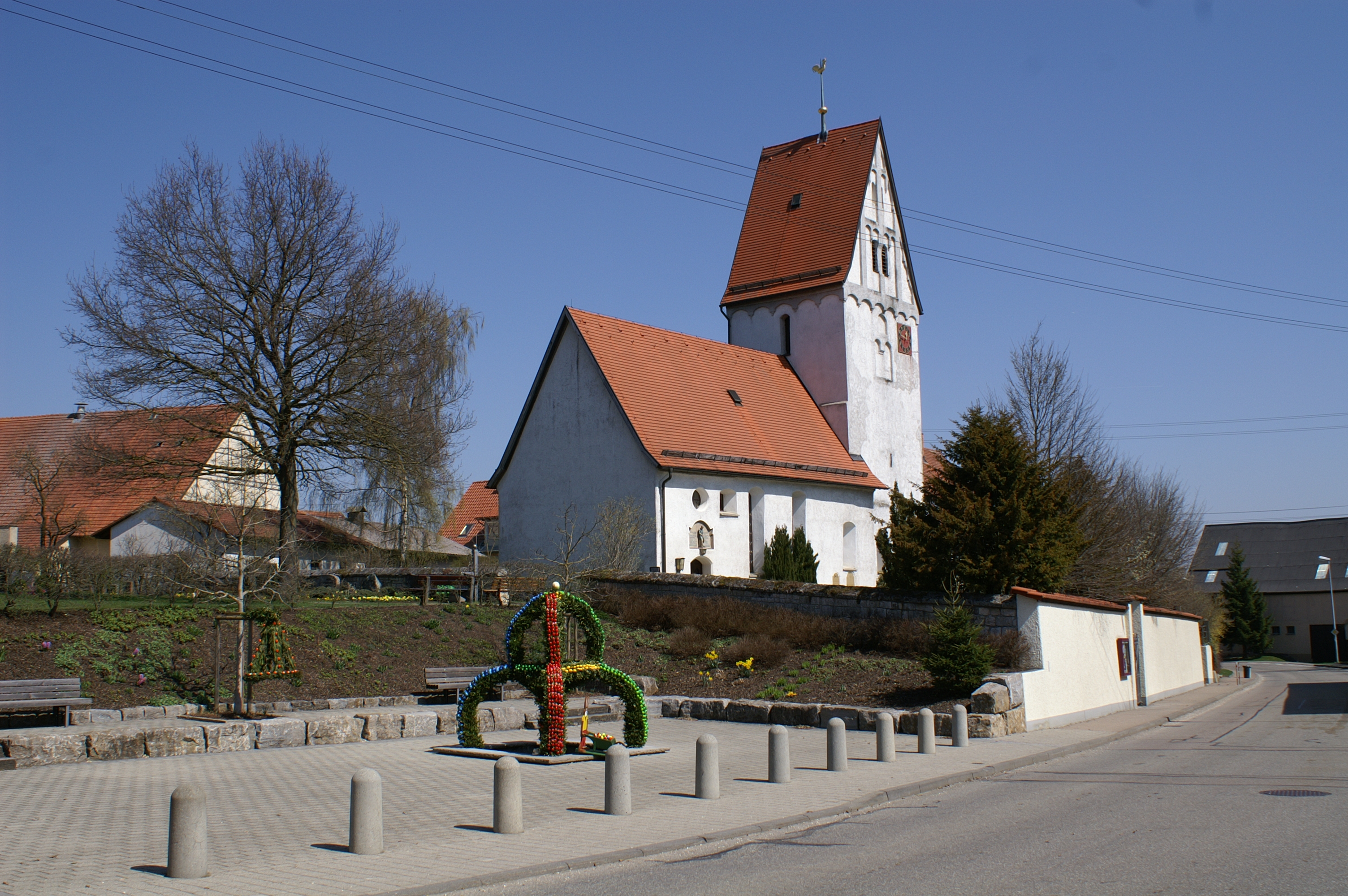
Schalkstetten, Dorfmitte

Die ersten Nachweise einer Nutzung der späteren Gemarkung Schalkstetten stammen aus der Jungsteinzeit. Eine erste Besiedlung ist für die keltische Zeit (Latènezeit) und die römische Periode bekannt. Archäologische Siedlungsfunde des frühen und hohen Mittelalters wurden bei Baumaßnahmen am südlichen Ortsrand entdeckt. Die ältesten nachrömischen Funde stammen aus der Völkerwanderungszeit, sind also älter als der Ortsname, dessen Endung auf -stetten auf die späte Merowingerzeit zurückgehen dürfte.
Reste einer mittelalterlichen Landwehr, wohl der Reichsstadt Ulm, haben sich am nördlichen Ortsrand erhalten. Erstmals urkundlich erwähnt wurde Schalkstetten – gemeinsam mit Amstetten – im Jahre 1275. 1396 gelangte es in den Besitz von Ulm. Schalkstetten kam 1803 an Bayern und 1810 an Württemberg zum Oberamt Geislingen und mit diesem 1938 zum Landkreis Ulm.
Der Ort auf der Stubersheimer Alb ist auch heute landwirtschaftlich geprägt. Schalkstetten hat 361 Einwohner (Stand 31. Dezember 2020).
In der Ortsmitte befindet sich das Heimatmuseum des Brauchtumsvereins mit Exponaten, die uns das häusliche und landwirtschaftliche Leben unserer Großeltern und Urgroßeltern näherbringt. Geöffnet ist das Museum immer nachmittags an Fahrtagen der Dampflok der Ulmer Eisenbahnfreunde.
Am 1. Januar 1975 wurde Schalkstetten nach Amstetten eingemeindet. In Schalkstetten ist auf dem Gebiet der ehemaligen Gemeinde eine Ortschaft im Sinne der baden-württembergischen Gemeindeordnung mit eigenem Ortschaftsrat und eigenem Ortsvorsteher eingerichtet. Sie umfasst lediglich das Dorf Schalkstetten.

## Bevölkerungsentwicklung
| - 1852: 289 - 1871: 313 - 1880: 312 - 1890: 293 - 1900: 284 - 1910: 277 - 1925: 295 - 1933: 296 | - 1939: 299 - 1950: 404 - 1956: 332 - 1961: 308 - 1970: 348 - 2011: 341 - 2018: 337 |

Jeweils Volkszählungsergebnisse bzw. Fortschreibung der Einwohnerzahlen. Die Zahlen beziehen sich auf das Gemeindegebiet mit Gebietsstand vom 27. Mai 1970.

## Wappen
Die Blasonierung des ehemaligen Gemeindewappens lautet: „In Blau eine gestürzte silberne Pflugschar, begleitet von vier (2:2) golden besamten silbernen Rosen.“

## Persönlichkeiten
- Benedictus Ducis (1492–1544), Pfarrer, Musiker, Komponist; zwischen 1535 und 1544 evangelischer Pfarrer in Schalkstetten
- Hieronymus Edelmann (1853–1921), auch Hyronimus, Frühgeschichtsforscher und Apotheker, Sammlung seit 1908 im British Museum[2][3]